# 艾瑪·貝茲
艾瑪·貝茲（英語：Emma Bates，1992年7月8日—）為美国中长跑运动员，亞瑟士跑步俱樂部所屬。貝茲曾12次入選全美運動員，並代表博伊西州立大學在2014年NCAA第一級別室外田徑錦標賽獲得女子10000公尺冠軍。
貝茲在2021年芝加哥馬拉松以2小時24分20秒的成績創下馬拉松個人最佳時間並獲得大會第二名，這是她首度站上世界馬拉松大滿貫的頒獎台。隔年在美國俄勒冈州的世錦賽，貝茲再度刷新其馬拉松個人最佳時間，以2小時23分18秒獲得大會第七名。

## 外部連結
- 艾瑪·貝茲在的頁面
- 艾瑪·貝茲的Instagram帳戶